# KVLY-TV塔
KVLY-TV塔（KVLY-TVとう、英語:KVLY-TV mast）は、アメリカ合衆国中西部のノースダコタ州ブランシャールにある、高さ628.8 m（メートル）のKVLY-TV専用の支線式アンテナ塔（支線塔）である。

## 概要
場所は北緯47度20分32秒 西経97度17分20秒 / 北緯47.34222度 西経97.28889度に位置する。ブランシャール市街から西へ4.8 km（キロメートル）のところ、ファーゴとグランドフォークスの中間地点である。ハミルトン建設とクライン鉄鋼によって30日間で建設され、1963年8月13日に完成した。総工費は50万ドルである。KVLY-TVは、アメリカ3大ネットワークNBCの系列局である。塔全体の重さは392.1 t（トン）で、支線やアンカーにより土地が0.65 km2（平方キロメートル）占領されている。観光施設ではなく、また細長い支線式の棒様の塔であるため、展望台などは設けられていない。その一方で、1989年にこの塔に登ってベースジャンピングをした者がいる。

## 高さに関して
世界で最初に2,000フィート (610 m)を超えた人工構造物である。1963年8月13日の完成当時は世界一の高さであったが、その後ポーランドのワルシャワラジオ塔にその座をゆずった。1991年8月8日にワルシャワラジオ塔が倒壊してから、2008年3月27日に超高層ビルのブルジュ・ハリファの高さが630.5 mに達するまでの間、再び世界一の高さの建造物となっていた。2025年現在、ブルジュ・ハリファ、ムルデカ118、東京スカイツリー、上海中心に次いで世界第5位の高さとなっている。送信用アンテナの高さが34 mあり、これが塔の高さに含まれているため、鉄塔部分の高さはおおよそ590 mである。

## ギャラリー

塔のある場所
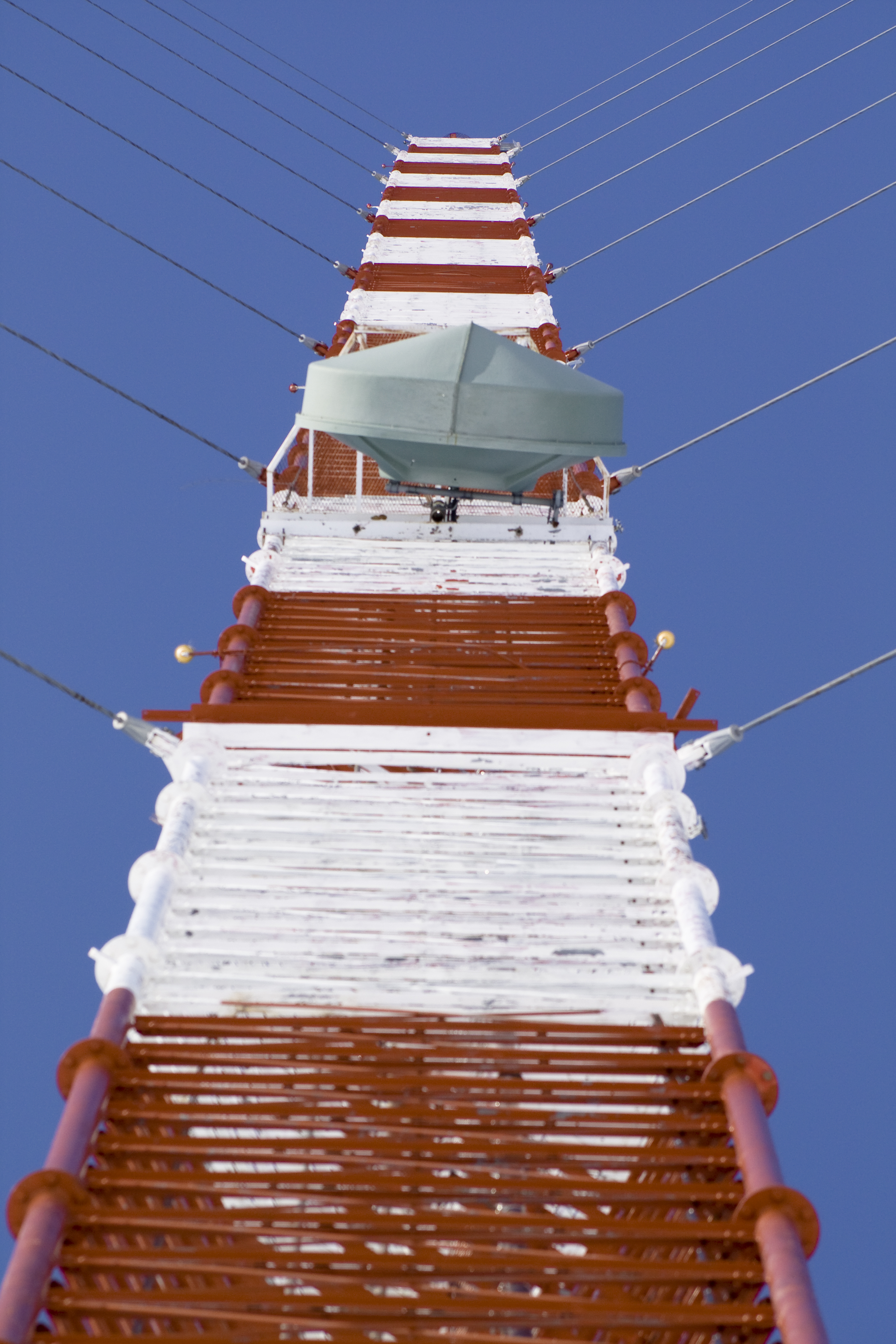
近景。断面は三角形で、色は赤と白である。
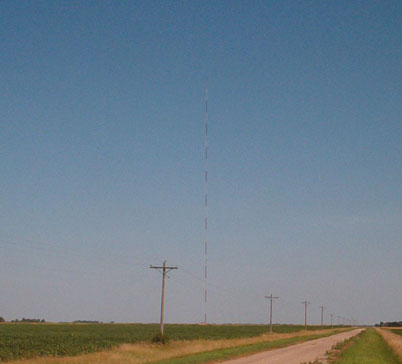
遠景。1.6キロメートル離れたところから見る。
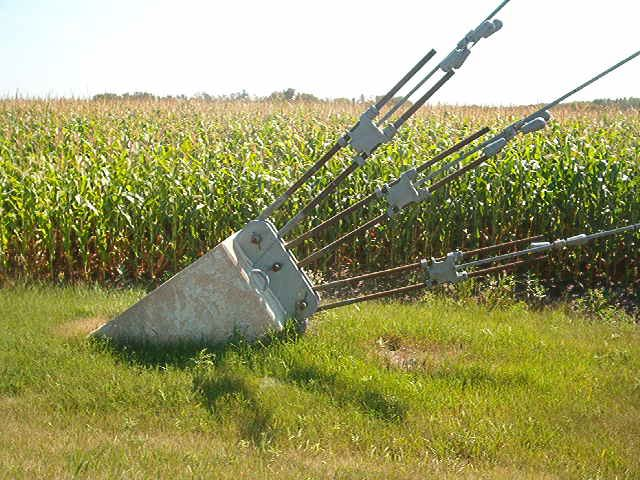
支線のアンカー
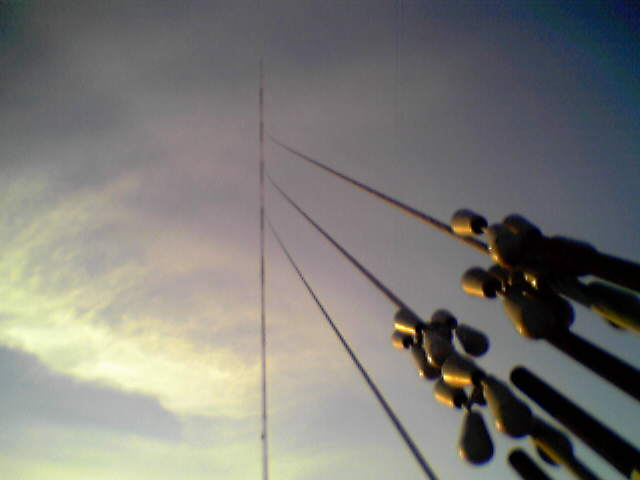
支線の一部。
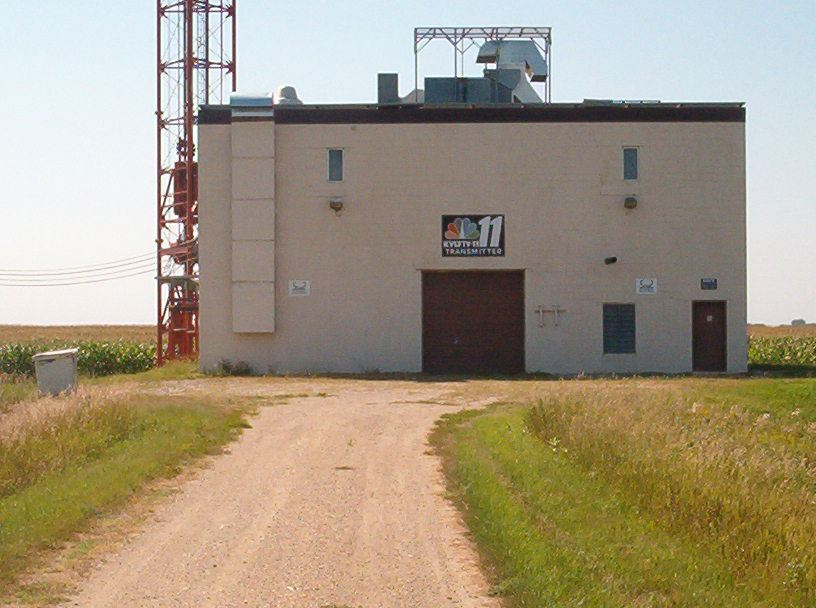
根本の建物